# Sanfrè
Sanfrè – miejscowość i gmina we Włoszech, w regionie Piemont, w prowincji Cuneo.
Według danych na rok 2004 gminę zamieszkiwały 2484 osoby, 165,6 os./km².